# Swebits

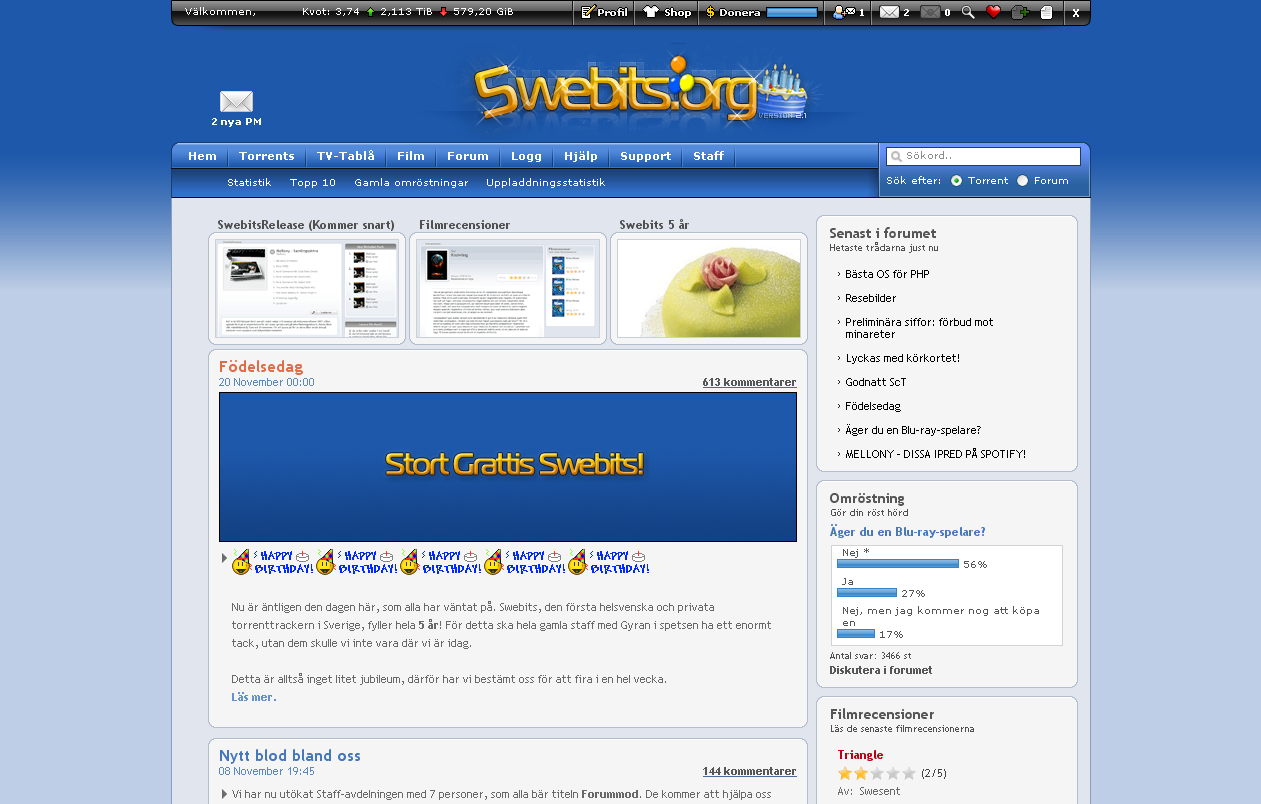
Skärmdump över Swebits startsida i november 2009.

Swebits var en svensk tracker och community med som mest 75 000 medlemmar som officiellt öppnades den 20 november 2004. Swebits tillät endast att torrents med svensk anknytning laddades upp på trackern, exempelvis filmer med svenska undertexter eller musik producerad i Sverige. Efter omfattande driftstörningar och avtagande donationer valde Swebits - i samband med att Polisen gjorde ett tillslag mot en centralt placerad person inom Swebits - att lägga ner sidan den 28 februari 2011.
Sidan byggde, precis som många andra privata trackers, på tbsource. Sidan var endast öppen för registrerade användare, och hade i april 2010 cirka 40 000 medlemmar. Swebits hade tidigare öppen registrering med statisk användargräns men sedan hösten 2009 var registreringen stängd och enda möjligheten att komma in var att få en inbjudan. Användare kunde bli avstängda om kvoten mellan nedladdning och uppladdning visade att användaren laddat ner orimligt mycket i jämförelse med hur mycket användaren laddat upp, alternativt om användaren uppförde sig olämpligt.

## Polisrazzian
Huvudartikel: Razzian mot PRQ
Swebits servrar var bland dem som beslagtogs i den polisrazzia som riktades mot The Pirate Bay den 31 maj 2006. Detta agerande av polisen har fått mycket kritik, då många datorer som beslagtogs i serverhallen inte alls hade med The Pirate Bay att göra. Den 1 juni var sidan uppe igen.
Efter ett år och 7 månader fick Swebits tillbaka sina servrar av Polisen.[källa behövs]